# Buragen
Buragen är en stad i norra Tadzjikistan. Staden ligger i provinsen Sughd. 